# Специјални резерват природе Ритови Доњег Потисја
Заштићено подручје Специјални резерват природе “Ритови доњег Потисја” проглашено је заштићеним подручјем I категорије од међународног, националног и изузетног значаја.
Заштићено подручје СРП „Ритови доњег Потисја“ налази се у централном делу Војводине уз леву и десну обалу Тисе. Северна граница локалитета налази се око 7,5 км јужно од уставе на Тиси код Новог Бечеја, а јужна граница заштићеног подручја налази се око 8 км северно од ушћа Бегеја у Тису. Локалитети у оквиру заштићеног подручја припадају Општинама Тител, Жабаљ, као и Граду Зрењанину, односно катастарским општинама Чуруг, Тараш И, Жабаљ, Мошорин, Српски Арадац, Српски Елемир, Словачки Арадац и Мужља.СРП “Ритови доњег Потисја” налази се у централном делу Војводине, уз леву и десну обали реке Тисе, између уставе код Новог Бечеја и улива Бегеја у Тису. Специјални резерват природе простире се на површини од 3010,67 ха.
СРП “Ритови доњег Потисја” обухвата 8 старих меандара и појас плавних шума у форланду Тисе који се налази у простору између Парка природе “Стара Тиса” код [Бисерно острво|[Бисерног острва]] и Специјалног резервата природе “Тителски брег”. Смештене су са леве и десне стране данашњег тока ове међународне реке и повезани континуираним у великој мери очуваним шумским комплексом.

## Основне карактеристике резервата
- Очуваност и разноврсност изворних орографских и хидрографских облика ритова као што су: меандри, плиће и дубље депресије и баре у плавном делу Тисе.
- Очуваност екосистемске разноврсности карактеристичне за плавна подручја великих равничарских река: ритске шуме, беле врбе и тополе, затим влажне ливаде, заједнице пршљенчица, кроцања и таласиња, воденог орашка, високе зуке и др.
- Очуваност и репрезентативност изворних биљних заједница ритова:

1. старе шуме беле врбе,
2. црне и беле тополе,

Мртваје доњег Потисја су хранидбена база рода и чапљи, територија орла белорепана, станиште шумских врста птица међу којима се истичу мали детлић и сиви вољић.
Водена и околна сувља станишта насељавају ретке врсте сисара међу којим се издваја видра, која је и строго заштићена врста.Заштићеном подручју могуће је приступити регионалним путем Нови Сад – Зрењанин, асфалтним путем од Мошорина ка насипу на Тиси, као и асфалтираним насипом из правца Чуруга ка Тиси. Приступ појединим локалитетима је могућ углавном летњим путевима старим тиским насипом који окружује меандаре, новим насипом изграђеним након одсецања меандара од корита Тисе, као и реком Тисом међународним пловним путем.
Заштићено подручје простире се између 45º 16′ 58″ и 45º 30′ 57″ северне географске ширине и између 20º 06′ 58 и 20º 16′ 45″ источне географске дужине.

## Флора и фауна
На овом заштићеним подручју је забележено 17 биљних заједница и као 22 типа станишта приоритетна за заштиту
- Флористичко богатство резервата представља 230 таксона виших биљака. Са аспекта заштите најважнија су:

1. жути локвањ (Nuphar lutea)
2. трава против глиста (Artemisia santonicum)
3. бели локвањ (Nymphaea alba)
4. слатински цвет (Limonium gmelinii hungaricum)
5. језичасти љутић (Ranunculus lingua)
6. водена папрат (Salvia natans)

- Фауна бескичмењака у резервату је веома богата. Водена и мочварна станишта представљају погодна места за развој и опстанак водених бескичмењака од којих су најважнији:

1. тиски цвет (Palinqenia longicauda)
2. вилин коњиц (Gomphus flavipes)
3. мрав (Liometopum microcephalum)
4. панонски преливац (Apatura metis)
5. мрки многобојац (Nymphalis vaualbum)

- Мртваје су изузетно значајне као природна плодишта и станишта риба. Разноврсност фауне риба се огледа у 36 врста а међу најважније врсте спадају строго заштићене врсте и то:

1. златни караш (Carassius carassius)
2. гавчица (Rhodeus amarus)
3. лињак (Tinca tinca)
4. чиков (Misgurnus fossilis)

- На овом подручју забележено је 10 врста из класе водоземаца од којих је 7 строго заштићена врста:

1. велики мрмољак (Triturus cristatus)
2. мали мрмољак (Lissotriton vulgaris)
3. црвенотрби мукач (Bombina bombina)
4. обична крастача (Bufo bufo)
5. зелена крастача (Pseudepidalea viridis)
6. гаталинка (Hyla arborea)
7. обична чешњарка (Pelobates fuscus)

- Гмизаваци сврстани у 7 врста од којих су 4 врсте строго заштићене:

1. барска корњача (Emys orbicularis)
2. белоушка (Natrix natrix)
3. рибарица (Natrix tessellata)
4. степски гуштер (Podarcis tauricus)

- Мртваје доњег Потисја су хранидбена база рода и чапљи, станиште шумских врста птица, међу којима се истичу:

1. орао белорепан (Haliaeetus albicilla)
2. црна рода (Ciconia nigra)
3. мали детлић (Dendrocopos minor)
4. сиви вољић (Hippolais pallida)

- Водена и околна сувља станишта насељавају ретке врсте сисара, међу којима се издваја

1. видра (Lutra lutra)